# Symphonie no 4 de Górecki
Pour les articles homonymes, voir Symphonie no 4.
La Quatrième Symphonie de Górecki a été composée en 2006 en hommage à Alexandre Tansman.

## Historique
Achevée par le fils du compositeur, Mikołaj Górecki, la quatrième symphonie de Górecki fut créée au Royal Festival Hall de Londres le 12 avril 2014, par l'Orchestre philharmonique de Londres dirigé par Andrey Boreyko.

## Structure
L'œuvre est en quatre mouvements enchaînés :
I Deciso - Marcatissimo ma ben tenuto
II Largo - ben tenuto
III Deciso - Marcatissimo
IV Allegro Marcato
Son exécution dure environ 40 minutes. La pièce est entièrement basée sur la translitération musicale des lettres formant le nom ALEKSANDER TANSMAN, assurant une continuité entre les mouvements.
Nomenclature :
4 Flûtes (dont un piccolo)
4 Hautbois
4 Clarinettes Si b
4 Bassons (dont un contrebasson)
4 Trompettes en ut
4 Cors en Fa
3 Trombones
1 Tuba
Timbales
Percussions : Glockenspiel, cloches tubulaires, 3 Grosses caisses (petite, moyenne, grande) cymbales
Piano
Orgue
Cordes (16.14.12.10.8)

## Discographie
- Andrey Boreyko, London Philharmonic Orchestra, Nonesuch Classique, 2016